# فدراسیون هاکی روی یخ ارمنستان
فدراسیون هاکی روی یخ ارمنستان (ارمنی: Հայաստանի հոկեյի ֆեդերացիա) فدراسیون ملی هاکی روی یخ ارمنستان می‌باشد و مقر آن در شهر ایروان مستقر شده‌است. واهرام سارگسیان رئیس فدراسیون هاکی روی یخ ارمنستان و همچنین فدراسیون ملی باندی ارمنستان می‌باشد. فدراسیون هاکی روی یخ ارمنستان در سال ۱۹۹۹ بنیانگذاری شده‌است